# 魅魔詛咒！涅姆園的少女們！
《魅魔诅咒！涅姆园的少女们！》是蛙軟件（かえるそふと）在2018年12月21日發售的戀愛冒險類型成人遊戲，當中由野野原幹負責原畫，岡下誠、櫻城十萌、深生是人、擔當編劇。
《魅魔诅咒！涅姆园的少女们！》擁有多條劇情分支路線，每條路線皆有一系列預先設定的場景和人物互動。整部遊戲聚焦於妮姆、赤崎留美、椚忍乃跟玩家角色七里孝史的互動，並刻畫角色之間的性行為。整個故事以七里的視角作切入點，他在召喚魅魔的過程中出現差錯，致使召喚出來的妮姆喪失能力之餘，同時令同班同學赤崎留美和椚忍乃受到詛咒，令她們需在接下來一個月內為解除痛苦而定期攝取精液。
這部遊戲在開售後登上日本美少女遊戲暨動漫相關商品銷售網站Getchu屋當月視覺小說銷量排行榜的第9位。

## 遊戲系統

《魅魔詛咒！涅姆園的少女們！》的遊玩介面，圖中女主角赤崎瑠珠正在跟另一位女主角椚忍乃進行對話。

《魅魔诅咒！涅姆园的少女们！》採取戀愛冒險的遊玩方式。玩家所扮演的是本作的男主角七里孝史。大部分的劇情玩家會以七里的視角進行遊戲。玩家能看到七里以外的角色的內心獨白。遊戲中全部角色皆有語音，只有玩家角色七里孝史沒有。玩家遊玩時需要閱覽屏幕上所顯示的文本以了解故事情節和人物之間的對話。這些文字會與人物動畫和背景一同出現，用以表示對話的對象。本作亦使用了E-mote技術，以讓遊戲人物的動作更為流暢。《魅魔诅咒！涅姆园的少女们！》擁有多條劇情分支路線，每條路線的結局皆有所不同。玩家的選擇最終會影響進入哪條路線，從而影響結局。
本作角色之間的關係亦帶有一定性意味。有關場景包括手交、口交、素股，E-mote在上述場景中同樣有在使用。玩家在某些預設的段落中須選擇行為選項，對話框的下一段文本在做出選擇前並不能夠顯示。玩家必須反覆載入選項頁面並選擇不同的選項，才能夠觀覽存於不同路線的劇情。《魅魔诅咒！涅姆园的少女们！》擁有幾個不同的結局。

## 故事
本作的主角七里孝史在某一天得知召喚魅魔的方法後，便決定實踐之。而召喚儀式則需要用到處女的血液，因此他便決定使用同班同學赤崎留美和椚忍乃的經血去召喚魅魔。不過由於經血為不潔之物，致使召喚儀式失敗，令召喚出來的妮姆喪失能力之餘，同時令留美和忍乃受到詛咒，使得她們倆在接下來一個月內要定期攝取七里的精液，不然身體就會變得難受。不過若她們在一個月內跟七里性交，那麼就會成為魅魔。同時妮姆亦需以七里的精液為食。

## 角色
七里孝史
本作男主角。性格陰沉。他從曾祖父所留下的古籍中得知召喚魅魔的方法，於是便決定實踐之。但由於召喚儀式失敗，令召喚出來的妮姆喪失能力之餘，同時令同班同學赤崎留美和椚忍乃受到詛咒。
赤崎瑠珠
七里的同班同學，校內的麻煩製造者，容易為自己的興趣而不顧周圍的一切，不過她為人正面。同時由於初時欠缺性知識，所以對於被詛咒一事不以為然。
椚忍乃（聲優：綾音まこ）
七里的同班同學兼青梅竹馬，同時亦是校內的學生會成員。在升上中學後變得跟七里搭不上話。在校表現優秀，對人友善，為人亦有責任心。
妮姆（聲優：柚原みう）
七里召喚出來的見習魅魔。因召喚儀式失敗而失去魅魔的能力。在人類世界以「七里的妹妹」的名義跟他一起生活。

## 開發
《魅魔詛咒！涅姆園的少女們！》為蛙軟件（狸軟件的姊妹品牌）的出道作。曾在《少女波子汽水》、《少女教育》、《微少女》等蘿莉題材作品負責原畫的野野原幹，再次於《魅魔詛咒！涅姆園的少女們！》負責上述工作。岡下誠、櫻城十萌、深生是人、雛鳥めっせ共同擔當本作的編劇。他們在之前都有擔任成人遊戲編劇的經驗。
野野原幹在繪製《魅魔诅咒！涅姆园的少女们！》的原畫時，把角色各部分「分開繪製」，令角色「画起来有点困难」。

## 宣傳發行
2018年7月13日，蛙軟件開設了本作的官方網站。11月16日，工作人員在秋葉原舉辦的「美少女遊戲展 CHARARA」（美少女ゲームフェア キャララ）中介紹本作。同日，它發佈了本作的免費體驗版，予供公眾下載試玩。12月7日，它推出包含更多色情場景的第二部體驗版。11月至12月期間，成人遊戲月刊雜誌《BugBug》在兩期以1-2頁的篇幅介紹本作。
正式版光碟於12月21日開售，同時相容Windows 7/8/8.1/10。官方會為預約者贈送本作的設定資料集。部分商店則為購入《魅魔詛咒！涅姆園的少女們！》的顧客贈送像廣播劇CD、抱枕套、掛毯般的贈品。官方在發售當天舉辦了兩場活動，當中一個以已購買者為對象，另一個則開放給所有人。前者會為出席者贈送繪有本作角色的插畫紙，後者則贈送海報和扇子。它及後在2019年於DMM Games上發佈本作的下載版。

## 評價
《BugBug》雜誌的Nekoko（ねここ）在玩過《魅魔詛咒！涅姆園的少女們！》後，對於本作使用E-mote一事表示好評，認為它使得女主角們更有吸引力；同時亦讚揚製作者在色情場景中使用E-mote的做法。他亦指出這部作品在進入個人線後不單只有色情要素，亦有解決女主煩惱等劇情或戀愛要素，所以他認為這部遊戲同樣會受到喜歡戀愛情節的玩家追捧。
本作在開售後登上日本美少女遊戲暨動漫相關商品銷售網站Getchu屋當月視覺小說銷量排行榜的第9位。

## 外部連結
- 官方网站 （页面存档备份，存于）（日語）